# Parque natural nacional de Holosiiv
El parque natural nacional de Holosiiv (en ucraniano: Націона́льний приро́дний парк «Голосі́ївський») es un remanente de bosque protegido que antiguamente rodeaba el área urbana de la ciudad de Kiev en Ucrania. Está situado en las colinas de Kiev en las tierras bajas del norte del Dniéper y en la zona de estepa que se extiende por la orilla izquierda del Dniéper, en el distrito administrativo (raión) de Holosiiv perteneciente al Distrito Urbano de Kiev. Su superficie total es de 4525,52 hectáreas, de las cuales 1879,43 hectáreas se encuentran en uso permanente. Esta administrado por el Ministerio de Protección Ambiental y Recursos Naturales de Ucrania.
El parque cuenta con una amplia variedad de paisajes, lo cual favorece una importante biodiversidad. Lagos y humedales, además de monumentos históricos, culturales y etnográficos definen una alta importancia del área del parque para la investigación científica, el monitoreo de los ecosistemas y la conservación, así como el uso de senderos ecológicos por parte de los habitantes de la zona y de los visitantes.

## Topografía e historia
El parque consta de varios bosques desconectados entre sí ubicados en la parte sur de la ciudad de Kiev. El área del parque pertenece a la zona de bosque-estepa, con su área principal cubierta por bosque: 4232,8 hectáreas (más del 90% de la superficie del parque), los humedales ocupan 66,2 ha y las 45,9 ha restantes corresponden a cursos de agua.
Como topónimo, se menciona por primera vez en 1541 como un dominio del Monasterio de las Cuevas de Kiev. En 1617 hubo un Jútor (pequeño pueblo rural cosaco) en Holosiivskyi. El área está ubicada entre distintos barrios de Kiev como los barrios deː Demiivka, Teremky, Feofania, Mysholovka, Dobryi Shlyakh, Pyrohiv, Samburky y Kytayiv.
Tras las persecuciones religiosas soviéticas, en las antiguas áreas monásticas se estableció un instituto agrario local, anteriormente parte del Instituto Politécnico de Kiev (hoy Universidad Nacional de Ciencias de la Vida y Ambientales de Ucrania). En las décadas de 1950 y 1960 en partes de los bosques de Holosiiv se creó el Expocenter de Ucrania y el parque de la ciudad de Rylskyi Holosiiv. Más tarde se construyeron varias instituciones de la Academia Nacional de Ciencias de Ucrania.
En la parte suroeste del parque se desarrollaron un barrio separado de Feofania, que se conocía como un asentamiento del Monasterio de San Miguel de Kiev. Feofania está separada de Holosiiv por la ruta europea E40 que entre Pyrohiv y Vita-Lytovska pasa por la cresta principal de las colinas de Kiev y gira hacia el norte hacia el centro de la ciudad a lo largo del terraplén del Dnieper.

## Clima y ecorregión
El clima del parque es Clima continental húmedo, con verano cálido (clasificación climática de Köppen (Dfb)). Este clima se caracteriza por grandes diferencias de temperatura, tanto diurnas como estacionales, con veranos cálidos e inviernos fríos y nevados.
El parque se encuentra en el extremo este de la ecorregión de bosques mixtos de Europa Central y se encuentra con los límites occidentales de la ecorregión de bosque estepario de Europa oriental.

## Flora y fauna
La flora del parque incluye 650 especies de plantas vasculares, 118 especies de musgos y más de 60 especies de hongos. Algunas de estas especies tienen estatus de conservación a nivel internacional, nacional o regional. Entre las plantas vasculares que crecen en el parque, cinco especies figuran en el Anexo I del Convenio relativo a la Conservación de la Vida Silvestre y del Medio Natural de Europa, una especie en la Lista Roja Regional Europea, veinticuatro especies en el Libro Rojo de Ucrania y veintisiete especies son regionalmente raras.
La Fauna consta de 31 especies de moluscos terrestres, 190 especies de insectos y 181 especies de vertebrados (veiniuna especies de peces óseos, diez especies de anfibios, seis especies de reptiles, cien especies de aves y cuarenta y cuatro especies de mamíferos). El parque está representado por una serie de animales vertebrados e invertebrados que están protegidos a nivel internacional, nacional y regional, entre los que se incluyen:
- Nueve especies están en la Lista Roja de la UICN (cuatro vertebrados y cinco invertebrados);
- Noventa y tres especies están en el Anexo II del Convenio de Berna (ochenta y nueve y cuatro, respectivamente);
- Once especies están incluidas en la Convención de Washington;
- Cuarenta y seis especies están en la Convenio de Bonn (acuerdo EUROBATS - diez especies, AEWA - once especies);
- Trece especies están dentro de la Lista Roja Europea (cuatro y nueve, respectivamente);
- Dos especies pertenecen a la Lista Roja Europea de Mariposas;
- Treinta y cinco especies están en el Libro Rojo de Ucrania (veinte vertebrados y quince invertebrados);
- Once especies de vertebrados están en la lista de especies protegidas en Kiev.

Entre las especies de vertebrados incluidos en el Libro Rojo Nacional y que se pueden encontrar en el parque, cabe destacar: lagarto verde europeo, culebra lisa europea, águila culebrera, águila moteada, paloma común, pico dorsiblanco, musgaño de Cabrera, murciélago hortelano, Pipistrellus nathusii, murciélago de borde claro, murciélago común, murciélago de Cabrera, nóctulo común, murciélago de Leisler, murciélago orejudo dorado, murciélago bicolor, murciélago ribereño, armiño, turón europeo y nutria.
Entre las especies de invertebrados del Libro Rojo Nacional, se encuentran: Calosoma sycophanta, Lucanidae, Aromia moschata, Osmoderma eremita, Elateridae, Papilionidae, Zerynthia polyxena, Parnassius mnemosyne, Hamearis lucina, Limenitis populi, Catocala fraxini, Janus femoratus (lat.), Megarhyssa superba (lat.), abejorros carpinteros y Megascolia maculata.

## Uso público

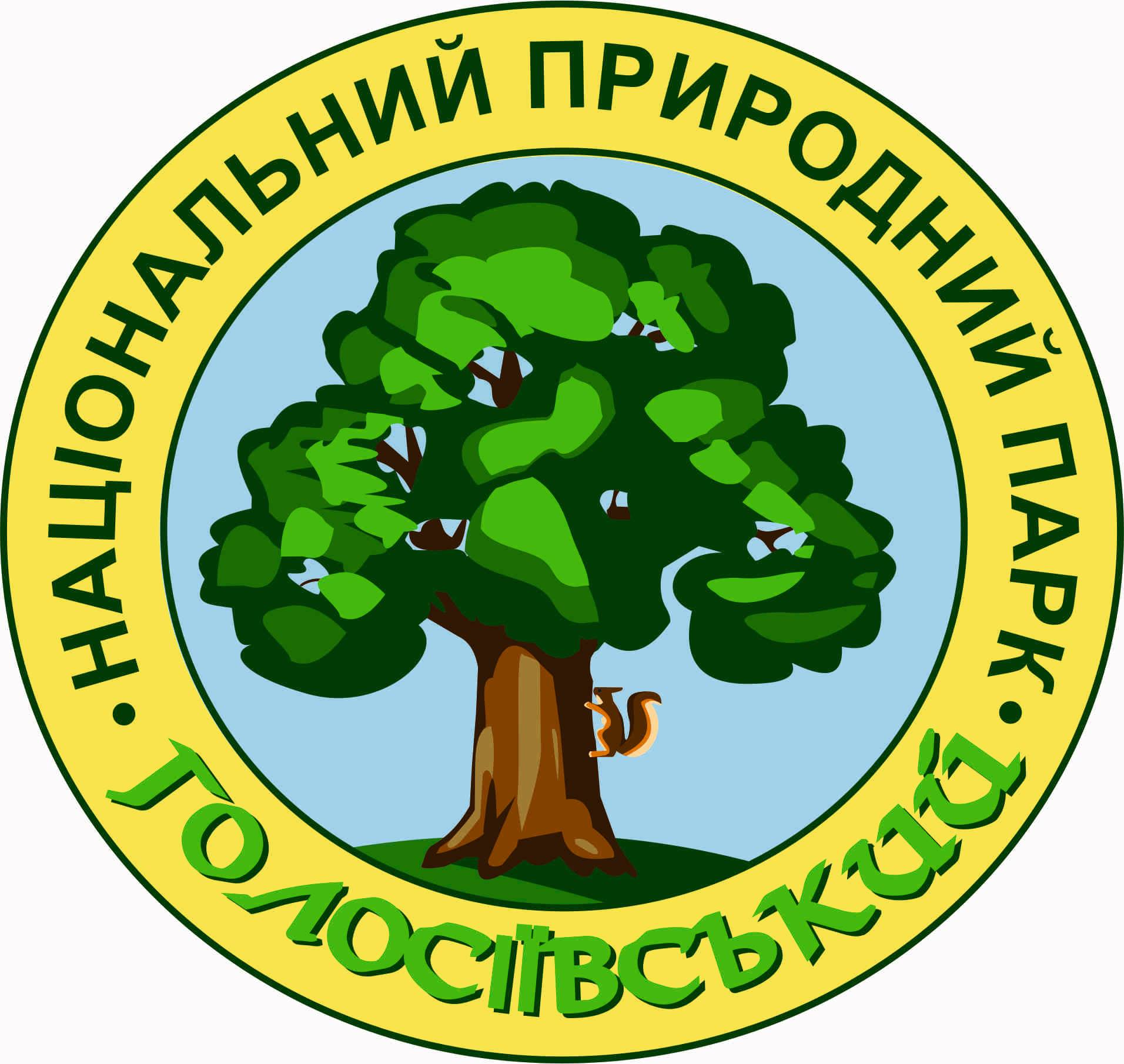
Logo del parque

Las principales atracciones históricas y culturales que se encuentran dentro del parque nacional o cerca de él son:
- Monasterio de la Santísima Trinidad (con cuevas antiguas), siglos XVIII y XX
- Monasterio de la Santa Protección, fundado en el siglo XVII, reconstruido a finales del siglo XX y a principios del XXI
- Observatorio Astronómico Principal de la Academia Nacional de Ciencias de Ucrania, donde se construyeron parte de los edificios en 1841 y 1845, respectivamente;
- Complejo de edificios de la Academia Agrícola (ahora la Universidad Nacional de Ciencias de la Vida y Ambientales), construido en 1925-1931.
- Un fragmento del área fortificada de Kiev (KyUR), enorme fortificación con una longitud de 85 kilómetros, que se construyó durante 1929-1935. El área fortificada cubría los semicírculos de Kiev inclinando sus flancos sobre el río Dniéper. La parte sur de la fortificación se construyó en los restos del antiguo «eje de la serpiente». La profundidad de la zona defensiva es de hasta 5 kilómetros. En total se construyeron 217 fortines; siete de ellos están situados en el parque nacional.